# Ли Цзунянь
Ли Цзуня́нь (кит. упр. 李祖年, пиньинь Lǐ Zǔnián, род. 8 января 1958) — китайский шахматист, международный мастер (1983).
Чемпион Китая 1979 года.
В составе сборной Китая участник 4-х Олимпиад (1980—1986) и 1-го командного чемпионата мира (1985) в Люцерне. Участник межзонального турнира в Биле.

## Изменения рейтинга
| Графики недоступны из-за технических проблем. См. информацию на Фабрикаторе и на mediawiki.org. |